# Liste von Persönlichkeiten der Stadt Clausthal-Zellerfeld
Die Liste von Persönlichkeiten der Stadt Clausthal-Zellerfeld enthält Personen, die in der Geschichte der Berg- und Universitätsstadt Clausthal-Zellerfeld des Landkreises Goslar in Niedersachsen eine nachhaltige Rolle gespielt haben. Es handelt sich dabei um Persönlichkeiten, die Ehrenbürger der Stadt waren oder noch sind, hier geboren oder gestorben sind oder hier gewirkt haben.
Für die Persönlichkeiten aus den nach Clausthal-Zellerfeld eingemeindeten Ortschaften siehe auch die entsprechenden Ortsartikel.

## Ehrenbürger
- 1871: C. Bergmann, Oberamtsrichter
- 1890: Robert Koch (1843–1910), Mikrobiologe, Nobelpreis für Medizin 1905
- 1895: Adolf Achenbach (1825–1903), Berghauptmann
- 1900: August Lengemann (1825–1904), Bergrat
- 1902: Hermann König (1814–1902), Jurist, Schatzrat d.D. und Politiker (Reichstagsabgeordneter)
- 1933: Hermann Muhs (1894–1962), Jurist und Politiker, verliehen am Heimattag am 25. Juli 1933[1]
- 1965: Georg Diederichs (1900–1983), Politiker (Ministerpräsident)
- 1972: Walter Raatz (1909–1983), Stadtdirektor
- 1972: Roland Boudet (1913–1993), ehemaliger Bürgermeister der Partnerstadt L’Aigle[2]
- 1995: Kurt Leschonski (1930–2002), Professor
- 2018: Arnd Peiffer, Biathlet, Olympiasieger 2018[3]

## Söhne und Töchter der Stadt
Angegeben ist, ob die Person in Clausthal (C) oder in Zellerfeld (Z) geboren wurde.

### Persönlichkeiten des Mittelalters und der Frühen Neuzeit
- Justus Philipp Meyenberg (1642 (C)–1709), evangelischer Theologe
- Rudolf Dornstrauch (1646 (C)–nach 1685), Münzmeister in Celle
- Rudolf Bornemann (1650 (Z)–1711), Münzmeister und Kommunalpolitiker
- Heinrich Günther Gottfried von Bosse (1680 (C)–1755), Generalleutnant
- Heinrich Christoph Bonhorst (1683 (C)–1725), Münzmeister, Münzdirektor und Medailleur
- Christian Schwarzkopf (1685 (C)–1760), Zimmermann und Bergbauingenieur
- Bernhard Christoph Breitkopf (1695 (C)–1777), Buchdrucker und Verleger
- Johann Friedrich Heintzmann (1716 (C)–1764), Bau- und Bergmeister sowie Architekt
- Georg Andreas Steltzner (1725 (C)–1802), Bergbeamter
- Johann Friedrich Löwen (1727 (C)–1771), Dichter, Intellektueller und Theatertheoretiker
- Johann Christoph Ilsemann (1727 (C)–1822), Apotheker, Chemiker und Mineraloge
- Johann Christoph Röder (1729 (Z)–1813), Bergmeister
- Engelhard Benjamin Schwickert (1741 (Z)–1825), Verleger
- Gottfried Justus Frankenfeld (1741 (C)–1808), lutherischer Geistlicher
- Johann Wilhelm Schlemm (vor 1743 (C)–1788), Jurist, Münzwardein, Münzmeister und Münzdirektor
- Julius Philipp Heintzmann (1745 (C)–1794), Bergrat
- Johann Julius von Uslar (1752 (C)–1829), Forstwissenschaftler
- Friedrich Otto Burchard von Reden (1769 (C)–1836), Berghauptmann
- Ernst von Schrader (1781 (C)–1848) Stadtkommandant von Braunschweig, Generalleutnant der Braunschweiger Husaren
- Georg Ludwig Dörell (1793 (C)–1854), Bergmeister und Erfinder der Fahrkunst
- Eduard Mehlis (1796 (C)–1832), Arzt und Parasitologe, Leiter der Berg- und Forstschule Clausthal
- Heinrich Wilhelm Ferdinand Halfeld (1797 (C)–1873), Ingenieur

### Persönlichkeiten des 19. Jahrhunderts
- Carl August Friedrich Mahn (1802 (Z)–1887), Romanist, Provenzalist und Anglist
- Gustav Drechsler (1807 (Z)–1850), Forstmann, Hochschullehrer und Abgeordneter in der Ständeversammlung des Königreichs Hannover
- Georg Schulze (1807 (C)–1866), Theologe, Germanist, Autor, Herausgeber und Dichter[4]
- August Ey (1810 (C)–1870), Pädagoge, Volkskundler, Heimatschriftsteller[5]
- Julius Hoffmann (1812 (C)–1869), Pädagoge
- Hermann Hunaeus (1812 (C)–1893), Architekt
- Karl Wilhelm Ludwig Müller (1813 (C)–1894), Klassischer Philologe, Paläograf, Historiker und Kartograf
- Hermann Koch (1814 (C)–1877), Geheimer Bergrat und Vater von Robert Koch
- Theodor Müller (1816 (C)–1881), Romanist und Anglist
- Otto Mejer (1818 (Z)–1893), Kirchenrechtler
- Carl Adolf Riebeck (1821 (C)–1883), Industrieller und Bergwerksunternehmer
- Carl Prediger (1822 (C)–1895), Mathematiker, Geodät und Kartograph
- Gustav Kraft (1823 (C)–1898), Oberforstmeister
- Rudolph Neuß (1826 (Z)–1892), Jurist und Bürgermeister von Wernigerode
- Friedrich Zirkler (1827 (C)–1909), Fotograf des Oberharzer Lebens um 1900
- Marie Morgenstern (1827 (C)–1908), Schriftstellerin und Übersetzerin
- Georg Heinrich Friedrich Ulrich (1830 (Z)–1900), Geologe und Mineraloge
- Otto Armknecht (1831 (C)–1908), Philologe
- Gustav Drechsler (1833 (C)–1890), Agrarwissenschaftler
- Otto von Grote (1835 (Z)–1891), Landschaftsdirektor, Reichstags- und Landtagsabgeordneter
- Friedrich Osann (1838 (Z)–1909), Bergrat
- Ernst Ramdohr (1839 (C)–1922), Gymnasiallehrer, MdHdA
- Gustav Köhler (1839 (Z)–1923), Berginspektor und Professor für Bergbaukunde
- Wilhelm Habich (1840 (C)–1933), Bildhauer
- Robert Koch (1843 (C)–1910), Mikrobiologe
- Adolf Ey (1844 (C)–1934), Gymnasiallehrer, Professor, Schriftsteller
- Albert Köhler (1850 (Z)–1936), Sanitätsoffizier und Hochschullehrer
- Heinrich Denker (1857 (C)–1930), Lokalhistoriker
- Friedrich Wilhelm Lahmeyer (1859 (C)–1907), Elektroindustrieller
- Erich Schaeder (1861 (C)–1936), protestantischer Theologe
- Otto Erich Hartleben (1864 (C)–1905), Dramatiker, Lyriker und Erzähler
- William Zirkler (1869 (C)–1928), Fotograf
- Alfred Kurz (1870 (C)–1958), evangelischer Pfarrer, Superintendent
- Heinrich Fickler (1872 (C)–nach 1942), Jurist, Richter am Reichsgericht
- Johannes Emil Hugo Bentz (1873 (Z)–1946), Kaufmann und Unternehmer
- Erich Fickler (1874 (C)–1935), Vorstandsvorsitzender und Generaldirektor der Harpener Bergbau AG und Vorsitzender des Aufsichtsrats des Rheinisch-Westfälischen Kohlen-Syndikats
- Karl Glinz (1877 (C)–1937), Professor für Bergbaukunde sowie Aufbereitung und Brikettierung
- Else Holzschuh (1877 (C)–1966), Malerin
- Franz Ebeling (1881 (C)–1941), Geologe und Verleger
- August Breyel (1886 (C)–1952), Kurdirektor, Bürgermeister und Stadtdirektor
- Otto Mejer (1888 (Z)–1959), Journalist, Korvettenkapitän d. R. der Kriegsmarine und Direktor des deutschen Nachrichtenbüros
- Max Arnim (1889 (C)–1946), Klassischer Philologe und Bibliothekar
- Karl Mierke (1896 (Z)–1971), Psychologe, Pädagoge und Hochschullehrer
- Wilhelm Schreyer (1897 (C)–1968), Politiker (SPD) und Mitglied des Ernannten Hannoverschen Landtages

### Persönlichkeiten des 20. Jahrhunderts
- Fritz Sauer (1904 (Z)–1938), Ökonom und Kommunist, Opfer der Stalinschen Säuberungen
- Anni Sauer (1906 (Z)–1989), Tanzpädagogin
- Robert von Förster (1913 (Z)–1984), Diplomat
- Kurt Beißner (1915 (C)–1989), Berghauptmann
- Helmut Sander (1920–1988), Oberbürgermeister von Goslar
- Carl Heinz Kurz (1920 (Z)–1993), Schriftsteller
- Helmut Eichmeyer (1926–2013), Montanwissenschaftler und Hochschullehrer
- Rudolf Barke (1928–2011), Bergmann, Fotograf und Verleger
- Erika Kunze-Götte (* 1931), Klassische Archäologin
- Volker Dennert (* 1941), Bergbauingenieur
- Eike von der Linden (* 1941), Bergbauingenieur, Berater und Buchautor
- Dieter Matthaei (* 1949), Radiologe und Internist
- Sibylla Flügge (* 1950), Juristin, Professorin im Ruhestand und Rechtstheoretikerin
- Dietrich Grönemeyer (* 1952), Mediziner und Autor, Bruder von Sänger Herbert Grönemeyer
- Sebastian Turner (* 1966), Unternehmer
- Jörg Kunze (* 1968), Handballspieler
- Ralf Ziervogel (* 1975), Künstler
- Frédéric Döhl (* 1978), Musikwissenschaftler und Jurist
- Rafed El-Masri (* 1982), Schwimmer
- Daniel Böhm (* 1986), Biathlet
- Carolin Leunig (* 1991), Biathletin

## Persönlichkeiten, die in der Stadt lebten oder wirkten
- Adolf Achenbach (1825–1903), Berghauptmann
- Wilhelm August Julius Albert (1787–1846), Oberbergrat, Erfinder des Stahlseils
- Carl Heinrich Edmund von Berg (1800–1874), Forstmann
- Lothar Birckenbach (1876–1962), Chemiker
- Emil Bodenstab (1856–1924), Apotheker und Heimatforscher
- Caroline Böhmer-Schlegel-Schelling (1763–1809), Schriftstellerin
- Johannes Hinrich von Borstel (* 1988), Sachbuchautor
- Caspar Calvör (1650–1725), Theologe
- Henning Calvör (1686–1766), Theologe und Pädagoge, Verfasser zahlreicher montantechnischer Schriften
- Anton Paul Ludwig Carstens (1713–1768) war von 1762 bis 1768 Generalsuperintendent der Generaldiözese Grubenhagen und auf dem Harz und somit „Erster Pfarrer“ der Marktkirche
- Herbert Dennert (1902–1994), Oberbergrat
- Peter Dietz (1939–2010), Ingenieur, Hochschullehrer und -rektor; von 2006 bis zu seinem Tod 2010 Bürgermeister von Clausthal-Zellerfeld
- Paul Ernst (1866–1933), Schriftsteller, verbrachte Jugendjahre in Clausthal
- Dieter R. Fuchs (* 1952), Wissenschaftler und Schriftsteller, studierte in Clausthal-Zellerfeld
- Wan Gang (* 1952), chinesischer Wissenschaftsminister
- Herbert Grönemeyer (* 1956), Musiker, verbrachte seine ersten Lebensmonate in der Schützenstraße in Zellerfeld
- Jürgen Großmann (* 1952), Stahlunternehmer und Manager
- Johann Friedrich Ludwig Hausmann (1782–1859), Mineraloge
- Guntram Hecht (1923–2018), Musikpädagoge, Organist und Komponist
- Jens Knissel (* 1962), Ingenieur und Hochschullehrer
- Edmund Kolbe (1898–1983), Maler
- Annika Klose (* 1992), Politikerin, MdB
- Peter Knust (* 1960), Schwimmer
- Hans Laffers (1625), Münzmeister
- Wolfgang Lampe (1953–2015), Leiter des Bergarchivs
- Gottfried Wilhelm Leibniz (1646–1716), Universalgelehrter, beschäftigte sich 1682–1686 mit technischen Problemen der Oberharzer Bergwerke und hielt sich dabei häufig in Clausthal auf.[6]
- Jürgen Linde (* 1935), Jurist, Verwaltungsbeamter und Politiker
- Karl August von Linsingen (1803–1899), Berghauptmann
- Herbert Lommatzsch (1906–1999), Oberstudienrat und Regionalhistoriker
- Heribert Meier (1940–2001), Politiker
- Thomas Merten († 1626), Berggeschworener und Stadtverteidiger von Zellerfeld im Dreißigjährigen Krieg.
- Claus Oppermann (1589–1626), Münzmeister im Dreißigjährigen Krieg
- Arnd Peiffer (* 1987), Biathlet
- Claus Friedrich von Reden (1736–1791), Berghauptmann
- Reinhard Roder (* 1941), Fußballspieler, -trainer und -funktionär
- Friedrich Adolph Roemer (1809–1869), Geologe
- Dorothea Schlözer (1770–1825), die erste Frau, die in Deutschland promoviert wurde, absolvierte 1786 in den Clausthaler Gruben ein umfangreiches Bergbaupraktikum
- Carl Schnabel (1843–1914), Montanwissenschaftler und Hochschullehrer
- Horst Scholze (1921–1990), Glaschemiker und Hochschullehrer
- Ekkehard Schulz (* 1941), Vorstandsvorsitzender der ThyssenKrupp AG von 1999 bis 2011
- Arnold Sommerfeld (1868–1951), Professur an der Bergakademie Clausthal von 1897 bis 1900
- Justus Teicke (* 1960), Wasserbauingenieur und Autor
- Georg Philipp Telemann (1681–1767), Komponist
- Friedrich Wilhelm Heinrich von Trebra (1740–1819), Berghauptmann
- Antoine-Marie Héron de Villefosse (1774–1852), Kommissar für den Harz während der Napoleonischen Besetzung